# Trilepida
Trilepida är ett släkte av ormar i familjen äkta blindormar. Släktets medlemmar listades tidigare i släktet Leptotyphlops.
Arterna är små och smala. De förekommer i Sydamerika från kontinentens norra del till östra Brasilien. Individerna gräver i det översta jordlagret efter termiter. Honor lägger ägg.
The Reptile Database listar följande arter:
- Trilepida anthracina (Bailey, 1946)
- Trilepida brasiliensis (Laurent, 1949)
- Trilepida brevissima (Shreve, 1964)
- Trilepida dimidiata (Jan, 1861)
- Trilepida dugandi (Dunn, 1944)
- Trilepida fuliginosa (Passos, Caramaschi & Pinto, 2006)
- Trilepida guayaquilensis (Orejas-Miranda & Peters, 1970)
- Trilepida jani (Pinto & Fernandes, 2012)
- Trilepida joshuai (Dunn, 1944)
- Trilepida koppesi (Amaral, 1955)
- Trilepida macrolepis (Peters, 1857)
- Trilepida nicefori (Dunn, 1946)
- Trilepida pastusa Salazar-Valenzuela, Martins, Amador-Oyola & Torres-Carvajal, 2015
- Trilepida salgueiroi (Amaral, 1955)